# На странных берегах
«На странных берегах» (англ. On Stranger Tides) — роман в жанре фэнтези писателя Тима Пауэрса. Роман был номинирован на Всемирную премию фэнтези за лучший роман, и занял второе место в ежегодной премии «Локус» за лучший роман фэнтези.
Книга вдохновила Рона Гилберта на создание серии игр Monkey Island, а также легла в основу сценария фильма «Пираты Карибского моря: На странных берегах», четвёртой части саги.

## Сюжет
В книге описываются приключения Джона Шанданьяка (именуемого кратко Джек Шэнди), отправившегося в Новый Свет после смерти своего отца-кукольника, чтобы противостоять своему дяде, присвоившему их наследство. Во время путешествия он знакомится с Бет Харвуд и её отцом, Бенджаменом Харвудом, профессором Оксфорда. Их корабль подвергается пиратскому захвату — профессор и его помощник убивают капитана, и Джона вынуждают перейти в пиратскую команду. Профессор тайно собирается убить свою дочь, чтобы с помощью магии Источника Молодости и пирата Чёрной Бороды вернуть себе погибшую жену. Джон должен остановить их и спасти Бет.

## Реакция
Хорошие отзывы о книге оставил Орсон Скотт Кард, а также Дэвид Лэнгфорд и Джек Адриан.

## Влияние
Ким Нюман позаимствовал имя главного героя книги — Шанданьяк — для одного из персонажей своего романа «Anno Dracula», а Рон Гилберт под влиянием книги и антуража аттракциона «Пираты Карибского моря» создал серию игр Monkey Island.

## Экранизация
11 сентября 2009 года компания Дисней анонсировала название нового фильма из серии «Пираты Карибского моря»: «On Stranger Tides». Тогда Тим Пауэрс продал права на книгу компании.
В основу сюжета фильма, как и книги, легли поиски Источника молодости. Из действующих лиц романа в фильме сохранился персонаж Чёрной Бороды, в то время как место главного героя занял капитан Джек Воробей, который, как отмечал сам автор книги, не имеет ничего общего с Джоном Шанданьяком, — это два совершенно разных персонажа.
Отвечая на вопрос, волнует ли его то, что киностудия делает с его книгой, Пауэрс сказал, что он реалистично смотрит на ситуацию, принимая всё положительное, что из неё можно извлечь, и, конечно же, деньги.